# Rue Saint-Léon
La rue Saint-Léon est une voie de la commune de Nancy, dans le département de Meurthe-et-Moselle, en région Lorraine.

## Situation et accès
Comprise au centre du ban communal de Nancy, d'une direction générale nord-sud, la voie longe sur sa partie orientale la gare de Nancy et les voies ferrées adjacentes.
La rue Saint-Léon relie le viaduc Kennedy, l'avenue Foch et la rue de la Commanderie, au carrefour sis au sud de la voie, à la rue de l'Armée Patton et la rue Raymond-Poincaré. La voie possède l'une des entrées piétonnes de la gare de Nancy, ainsi qu'une voie d'accès au parking souterrain contigu.

## Origine du nom
Elle porte ce nom en raison de son voisinage de l'église Saint-Léon, construite par l'abbé Eugène Alexis Noël.

## Historique
Ancienne « rue du Château-Quarré », elle est nommée « rue Saint-Léon », le 7 février 1867.

## Bâtiments remarquables et lieux de mémoire

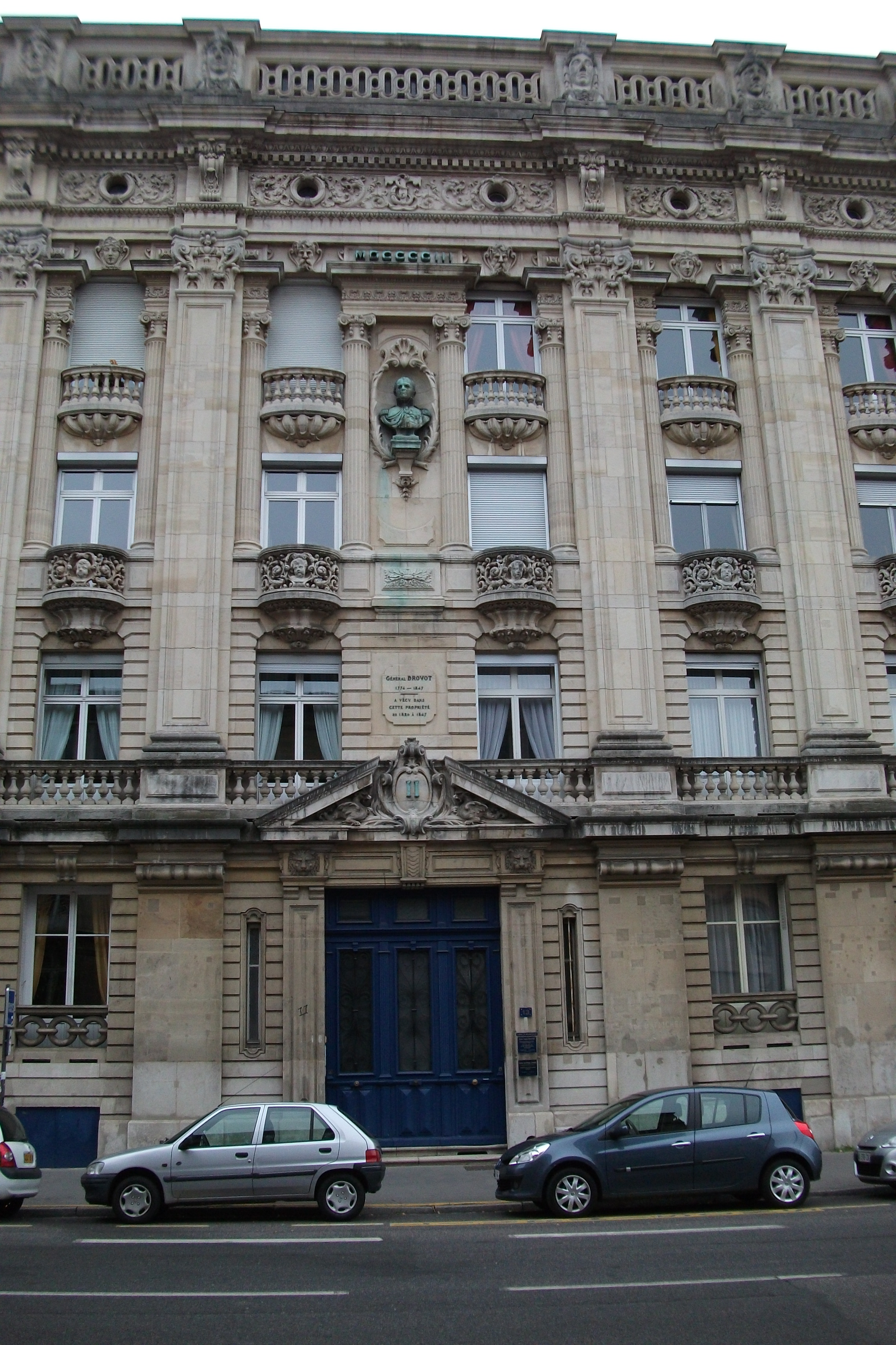
L'immeuble où vivait le général Drouot, au no 11.

- no 9 : Immeuble, inscrit au titre des monuments historiques depuis 1981[1].
- nos 11-13 : Immeuble, inscrit au titre des monuments historiques depuis 1981[2] dans lequel vivait le général Drouot.
- nos 12-14 : Maison Spilmann, demeure inscrite au titre des monuments historiques depuis 1994[3].
- no 20 : Ensemble scolaire Saint-Léon IX.
- no 24 : Église Saint-Léon, église de style néogothique bâtie au XIXe siècle.